# معود (إب)

تعديل مصدري - تعديل

معود محلة تابعة لقرية منقذة، التابعة لعزلة جبل معود بمديرية إب إحدى مديريات محافظة إب في الجمهورية اليمنية.، بلغ تعداد سكانها 82 حسب تعداد اليمن لعام 2004.